# منصور آل سيف
الشيخ منصور بن عبد الله حسن آل سيف التاروتي هو أحد أهم خطباء وشيوخ جزيرة تاروت بالقطيف، ولد عام 1876م، تربى في حجر والديه تربية عالية وزاول في أول عمره الخطابة المنبرية ثم هاجر إلى النجف ودرس عند عدد كبير من علمائها في ذلك الوقت، وكان في مقدمة أساتذته الشيخ أبو الحسن علي الخنيزي كما تتلمذ عليه عدد لا بأس به من فضلاء بلده تاروت والقطيف، كالشيخ علي إبراهيم الفليتي والشيخ محمد علي بن حسن علي الخنيزي والشيخ علي بن يحيى السنابسي التاروتي. كان عالي الهمة قوي العزيمة ثابت الجأش محافظاً على حقوق الوطن وكان أيضاً كريم الأخلاق حسن الصفات حميد الشيم إذا سمع عن إنسان أنه ينال منه ربما يمضي إليه في منزله ويتلطف معه فإذا هو ولي حميم، توفي ليلة الإثنين 19 ديسمبر، 1943م وفي صبيحتها شيع تشيعاً باهراً في موكب كبير ودفن في المقبرة الشرقية من مقبرتي تاروت وقد ترك أربعة أولاد ذكوراً وأربعة إناث.

## أصله ونسبه
ولد الشيخ منصور بن عبد الله حسن بن ناصر بن علي بن محمد بن أحمد آل بن سيف النعيمي البحراني التاروتي القطيفي في أسرة علمية علماؤها أسماؤهم مشهورة فجده ووالد جده كانوا علماء أعلام عدا بني عمومته في القطيف. كانت أسرته وزعيمها حينئذ أخوه الأكبر الحاج سلمان معروفة باليسر، وكان المال الذي يكسبه أخوه من تجارة اللؤلؤة في الهند تصرف في حياة والدهم الحاج عبد الله بن الشيخ حسن. وهذه الحياة الرخية هي التي مكنته من الهجرة إلى النجف للتعلم من تحت منابر العلماء المراجع.

## تعليمه
زاول الخطابة في أوائل عمره وتعلم من الشيخ علي أبو عبد الكريم الخنيزي ثم هاجر إلى النجف فدرس العربية والمنطق والفقه والأصول والكلام. ثم رجع إلى جزيرة تاروت فتزوج ثم عاد إلى محل إقامته بالنجف، ودرس علوم الدين ثم رجع مرة أخرى إلى جزيرة تاروت بتاريخ 16 سبتمبر، 1904م وبيده الوكالة من قبل الشيخ محمد طه نجف النجفي، بدأ بعد رجوعه من النجف في تعليم الأحكام الشرعية وإرشاد الناس إلى التقليد الصحيح على طريقة الأصوليين فكتب كتاب بطلان تقليد الأموات التي ألّفها جواباً للسؤال الوارد عليه من قبل الحاج منصور الشافعي السيهاتي بتحرير العلامة الشيخ جعفر بن الشيخ محمد العوامي وهي رسالة وجيزة سلسلة عباراتها واضحة الدلالة حسنة الأسلوب.

## زعامته الدينية ومسؤوليته السياسية
رجع الشيخ منصور وبيده الوكالة من الشيخ محمد طه نجف النجفي، وقد كانت الوكالة في ذلك الزمان زعامة دينية في حدود منطقته التي يعيش فيها. كما إن فترة حياته في النجف القصيرة نسبيًّا لم تمكنه من الحصول على درجة الاجتهاد، واكتفى بما يعتقد أنه سيمكنه من أداء دور التعليم على مستوى طلاب العلوم الدينية وعلى مستوى العامة، وقد كانت حياته ثرية بهذا العطاء الذي خدم به المنطقة فتحمل المسؤولية المحلية في خصوص تاروت ونواحيها، كما تحمل مسؤوليته السياسية والشرعية على مستوى المنطقة الشرقية فيما يتعلق بأهلها. وكانت مسؤوليته المحلية تحملها في تصدر العمل الشرعي قبل عودة أكثر علماء تاروت من النجف والعمل يعني إجراء عقود النكاح وإيقاع الطلاق والفصل بين المتخاصمين والنظر في الوصايا والمواريث والتولية على ناقص الأهلية وغير ذلك من حاجات الناس إلى الشرع في حياتهم. إلى جانب تعليم الناس الأمور العبادية، وإرشادهم إلى أحكامها في حدود ما يحتاجونه، فكان مجلسه العلمي متنقلاً من قرية إلى أخرى ومن مجلس إلى مجلس، وأثر عنه أنه إذا استقر به مجلس لم يسأل فيه أحد مسألة شرعية يقول: بسَّطنا -على اللهجة المحلية- أي فتحنا محلنا، ولم يشتر منه أحد. ساعده على أداء هذا الدور علوُّه في النفس وتواضعه مع الآخرين وكان يؤثَر عنه البساطة في التعامل والإحسان إلى المسيء وكثيرون هم الذين أساءوا إليه ولكنه غمرهم بعفوه وحسن تعامله.

تحمل الشيخ منصور مسؤوليته السياسية انتقل حكم المنطقة إلى الحاكم الجديد الملك عبد العزيز آل سعود، وصدرت فتوى التكفير بحق الشيعة سكان هذه المنطقة وفرضت عليهم الجزية. كان دخول الملك عبد العزيز بطلب من زعماء المنطقة، وقد قاوموا إغراءات الدولة الاستعمارية القريبة على مرمى حجر منهم بريطانيا العظمى من منطلق نظرة علمائهم إلى عدم جواز تولية غير المسلم على المسلم. إلا إن فتوى تكفير الشيعة وضرورة استتابتهم وتعليمهم الأصول الثلاثة أو تسفيرهم من البلاد كانت كالطوفان الذي اجتاح البلد أصاب جميع أوجه الحياة بالتغيير فأصبحت الشعائر تؤدى بسرية تامة، وفُرضت على الأهالي الجزية تحت عنوان: الجهاد ثم ضوعفت هذه الجزية بعنوان: الجهاد المثنى، وكانت المبالغُ التي تفوق مقدرة الناس والسخرة بديلاً لمن لا يدفع هذه الجزية. فرَّ بعض من الناس إلى البحرين هرباً من هذه الحال، واحتاج الناس من يبلغ احتجاجهم إلى الملك عبد العزيز على ما أصبحوا عليه من ضيق وعناء، فلم يكن ذلك إلا الشيخ منصور مع ثلاثة أخرين معه من القطيف،  فطلبوا من الملك أن يطرح عن المكلفين مستحقات الزكاة عن السنوات العجاف السابقة في رسالة الشيخ منصور:
بعد التحية.. (أحوالنا كما تحبون، السئوال عن أحوالكم، عرفناكم عن الجاري في وقته، وبعد انصراف الشيخ بن بشر ووصوله إلى الجارودية، أو البدراني جائه رئيس الجارودية وطلب منه جزء يتعلم فيه مع الجاهلين معه، فسئله بن بشر: ألم يكن عندكم معلم يعلمكم معالم دينكم، ويصلي بكم؟ فقال: ليس عندنا أحد. قال بعد ذلك للأمير: ينظر إلى كل بلاد خالية من المصلين العلماء فيعين فيها من المطاوعية من يقوم بوضائفها. وبمقدار ما كانت الناس في سرور بعد افتراق المجلس الذي كان من أشخاص العلماء وأهل البلاد والناس لم يظهر لهم من مكروه كان يعد ذلك الهم لجميع المشائخ منذ يومين في أشد مصيبة والذي اقتضى فكر الجميع أن يوجه إلى كل بلاد من يصلح لسياسة أحوالها الفعلية، ويصلي فيها جماعة حتى لو عورضوا يجيبون بأن بلادنا غير خالية من الجماعة والاجتماع والجمعة، فوجهوا إلى لاجام سيد باقر بن سيد علي، وإلى الجش شيخ محمد علي الخنيزي، وإلى الجارودية أحمد ابن اسنان، وإلى العوامية سيد احسين لأنها تخلى في بعض الأوقات من جملة المشائخ، ونظر الحكام عليها كثير، وأصروا علينا في سيهات من حيث لا يحتمل جهالها كل أحد، فأجبناهم أجابتًا لله تعالى، ولو كنا نعلم بعدم التمكن في خصوص هذه الأيام لأمور شتى نسئله حسن العاقبة، ونسئلكم الدعاء، فنحن الآن في سيهات بقية هذا الأسبوع، وننظر ما يئول الأمر إليه في هذا اليوم، وبعده ما وصلنا من جهة هذه المسئلة من حجة الإسلام خبر...).
وكان الشيخ منصور يتحدث في كل مجلس عن الأحكام والشرعية، ويعلمها للناس وقد كان يدعو لتقليد الحي و الاعتدال في عقيدة أهل البيت من دون غلو. هذا الخط الذي لم يرق لبعض الناس وكان موضعاً للقطيعة منهم، وتابعهم على ذلك مريد وهكذا عاش الشيخ منصور عاملا بعلمه في التعليم، ولسد حاجة الناس للمسألة الشرعية، والمنافحة عما يعتقده من رجوع للحيِّ في التقليد، ومن الوسطية في الاعتقاد بدون مغالاة في جميع مناطق القطيف وذكره لا زال رطبًا على ألسنة من أدركه إلى أن مات سنة 1943م

## حسينية آل سيف
تعد حسينية منصور آل سيف التي أنشئت عام 1907م أحد أقدم وأهم الحسينيات في المنطقة وتقع بمنطقة الديرة في جزيرة تاروت، ويعتقد أن وجبة المحموص قد ابتدأت منها.

## تعليمه للّدين
تعلم على يد الشيخ منصور عدد كبير من شيوخ المنطقة منهم:
1. السيد أسعد بن السيد علي الموسوي التاروتي
2. الشيخ محسن بن الشيخ عبد الله بن أحمد العرب الجمري
3. الشيخ علي بن إبراهيم الفليتي التاروتي
4. الشيخ محمد علي بن حسن بن علي الخنيزي القطيفي
5. الشيخ علي بن يحيى بن ناصر السنابسي التاروتي القطيفي
6. الشيخ منصور بن علي بن حسن آل غنام التاروتي القطيفي
7. ابنه الشيخ أحمد بن منصور آل سيف التاروتي القطيفي

## مؤلفاته
ألف كتاب واحد فقط وهو أوضح الدلالات على بطلان تقليد الأموات.

## تشييعه ومما قيل عنه
بعد وفاته في ليلة الإثنين 19 ديسمبر، 1943م أقيمت له المأساة في تاروت وقلعة القطيف وأبَّنته الشعراء والأدباء بقصائد وكلمات كما أبَّنه الشيخ فرج بقصيدة نشرها في آخر الجزء الأول من كتاب الأزهار رثائية، معزياً أخاه والشيخ أحمد وجعفر وعبد علي وعلي ومعزياً فيه الشيخ علي أبو الحسن الخنيزي والسيد ماجد العوامي ونظمت أيضاً في تاريخ وفاته هذه الأبيات وفيها تلميح وإشارة إلى تاريخ الزعماء وأولي الفضيلة المفقودين في ذلك العام: 
تاريخ غيبة النور
قضى الشيخ منصـور بن سيف فأظــلمت           ربـــوع بـه كانــت تـشــع بــأنــوار 
و قد أوحشـت بعد الأنـيــس وأصـبـحـت           عــلى الرغم صفراً مـن مزور وزار 
فــهاهي تنــــعاه أيــا شـمــس ضحوتـي            وبــدر ليلاتــي وكـوكـب أســحـاري 
وتـــدعــو بــمـــن قـــد أمــها قــاصــداً            لــه لـعرفان فقـــه واقــتـبـاس لآثــار 
أيا مستـضـيئاً من سـنا نوره الــذي بــه            يهتدي صوب الهدى في الدجى الساري 
تغَّب عـن آفــاقنا نـور وجهــه وأشــرق            فـــــي دار ســــوى هــــذه الـــــــــدار 
فـــإن تــســألـــن عـــن عـــام غــيــــبة           نـوره فـسل عام تاريخ به غاب أقماري 
-سنة 1943م.

## روابط خارجية
- قناة حسينية آل سيف على اليوتيوب.
- موقع حسينية آل سيف على جوجل مابس.